# Гюнтер Гільт
Гюнтер Гільт (нім. Günther Hilt; 23 березня 1918, Штутгарт — 21 серпня 1944) — німецький офіцер, майор вермахту (1944). Кавалер Лицарського хреста Залізного хреста з дубовим листям.

## Біографія
В 1937 році вступив у 56-й піхотний полк 5-ї піхотної дивізії (з листопада 1941 року — легка піхотна, з липня 1942 року — єгерська). Учасник Французької кампанії та Німецько-радянської війни. З 1941 року — командир 7-ї роти свого полку. Відзначився у боях в Дем'янському котлі. З кінця 1943 року — командир 3-го батальйону. Був тяжко поранений у боях під Вітебськом. Після одужання повернувся на колишню посаду. Загинув у бою.

## Нагороди
- Залізний хрест
  - 2-го класу (20 червня 1940)
  - 1-го класу (15 жовтня 1941)
- Лицарський хрест Залізного хреста з дубовим листям
  - лицарський хрест (14 вересня 1942)
  - дубове листя (№ 386; 8 лютого 1944)
- Нагрудний знак ближнього бою в бронзі